# Лезвино (озеро)
Лезвино — озеро в России, располагается на территории Густомойского сельсовета Льговского района Курской области. По берегу южной части озера проходит граница Рыльского района. Охраняется с 2018 года как памятник природы регионального значения «Озеро Лезвино».
Представляет собой крупнейшее старичное озеро Курской области. Находится на высоте 142 м над уровнем моря в лесном массиве Банищанская дача на левом берегу среднего течения реки Сейм.
На территории озера:
- растет 99 видов сосудистых растений, из которых 1 занесено в Красную книгу Курской области.
- обитает 32 вида насекомых, 1 из которых занесено в Красную книгу Курской области.
- обитает 56 видов позвоночных животных. Из которых шесть видов занесены в Красную книгу Курской области (а два из них в Красную книгу России)[6].